# 短梗鞘柄报春
短梗鞘柄报春（学名：Primula vaginata sp. normaniana）为报春花科报春花属下的一个亚种。

## 扩展阅读
- 維基物種上的相關：短梗鞘柄报春